# Raw Air 2017
Raw Air 2017 je bila prva deset dnevna smučarsko skakalno-letalna Raw Air turneja, ki je v okviru svetovnega pokala potekala na Norveškem med 10. in 19. marcem 2017. Fatih Arda İpcioğlu je v Lillehammerju v kvalifikacijah kot prvi Turek v zgodovini zastopal svojo državo v svetovnem pokalu.

## Turneja

### Nagradni sklad
Turneja bo imela rekordno visok nagradni sklad v skupni višini 100.000 € za prve tri tekmovalce v skupni razvrstitvi: 60.000 € bo prejel skupni zmagovalec, za drugo mesto 30.000 € in za tretje mesto 10.000 €.

### Format
Tekmovanje bo potekalo na štirih skakalnicah: Oslo, Lillehammer, Trondheim in Vikersund. V skupni seštevek deset dni brez prestanka trajajoče turneje Raw Air, na skupaj 10 tekmah, bo štelo vseh 16 serij s posamičnih tekem, ekipnih tekem in kvalifikacij (prologov): 
|                        | Tekem | Serij   |
| ---------------------- | ----- | ------- |
| Posamično              | 3     | 6 (3x2) |
| Prolog (kvalifikacije) | 4     | 4 (4x1) |
| Ekipno                 | 2     | 4 (2x2) |
|                        |       |         |
| Skupaj                 | 9     | 14      |

### Sodniki
| Sodnik                 | Država    | Sodniki po skakalnicah | Sodniki po skakalnicah | Sodniki po skakalnicah | Sodniki po skakalnicah | Sodniki po skakalnicah | Sodniki po skakalnicah | Sodniki po skakalnicah | Sodniki po skakalnicah | Sodniki po skakalnicah | Sodniki po skakalnicah |         |
| Sodnik                 | Država    | Oslo                   | Oslo                   | Oslo                   | Lillehammer            | Lillehammer            | Trondheim              | Trondheim              | Vikersund              | Vikersund              | Vikersund              |         |
| ---------------------- | --------- | ---------------------- | ---------------------- | ---------------------- | ---------------------- | ---------------------- | ---------------------- | ---------------------- | ---------------------- | ---------------------- | ---------------------- | ------- |
| Pascal Malec           | Francija  | A                      | E                      | A                      | D                      | D                      | Ne sodi                | Ne sodi                | Ne sodi                | Ne sodi                | Ne sodi                |         |
| Peter Knoll            | Nemčija   | B                      | A                      | B                      | A                      | A                      | Ne sodi                | Ne sodi                | Ne sodi                | Ne sodi                | Ne sodi                |         |
| Inge Eriksrød          | Norveška  | C                      | B                      | C                      | Ne sodi                | Ne sodi                | Ne sodi                | Ne sodi                | Ne sodi                | Ne sodi                | Ne sodi                |         |
| Masahiko Takahaši      | Japonska  | D                      | C                      | D                      | E                      | E                      | Ne sodi                | Ne sodi                | Ne sodi                | Ne sodi                | Ne sodi                |         |
| Martino De Crignis     | Italija   | E                      | D                      | E                      | B                      | B                      | Ne sodi                | Ne sodi                | Ne sodi                | Ne sodi                | Ne sodi                |         |
| Kjersti Haugen Espelid | Norveška  | Ne sodi                | Ne sodi                | Ne sodi                | C                      | C                      | Ne sodi                | Ne sodi                | Ne sodi                | Ne sodi                | Ne sodi                | Ne sodi |
| Geir Steinar Loeng     | Norveška  | Ne sodi                | Ne sodi                | Ne sodi                | Ne sodi                | Ne sodi                | A                      | A                      | Ne sodi                | Ne sodi                | Ne sodi                |         |
| Mark Servold           | Kanada    | Ne sodi                | Ne sodi                | Ne sodi                | Ne sodi                | Ne sodi                | B                      | B                      | Ne sodi                | Ne sodi                | Ne sodi                |         |
| Marit Nybelius Stub    | Švedska   | Ne sodi                | Ne sodi                | Ne sodi                | Ne sodi                | Ne sodi                | C                      | C                      | Ne sodi                | Ne sodi                | Ne sodi                |         |
| Peter Kimmig           | Nemčija   | Ne sodi                | Ne sodi                | Ne sodi                | Ne sodi                | Ne sodi                | D                      | D                      | Ne sodi                | Ne sodi                | Ne sodi                |         |
| Jože Berčič            | Slovenija | Ne sodi                | Ne sodi                | Ne sodi                | Ne sodi                | Ne sodi                | E                      | E                      | Ne sodi                | Ne sodi                | Ne sodi                |         |
| Petra Nordman          | Finska    | Ne sodi                | Ne sodi                | Ne sodi                | Ne sodi                | Ne sodi                | Ne sodi                | Ne sodi                | A                      | C                      | A                      |         |
| Hermann Gshwentner     | Avstrija  | Ne sodi                | Ne sodi                | Ne sodi                | Ne sodi                | Ne sodi                | Ne sodi                | Ne sodi                | B                      | E                      | B                      |         |
| Marek Pilch            | Poljska   | Ne sodi                | Ne sodi                | Ne sodi                | Ne sodi                | Ne sodi                | Ne sodi                | Ne sodi                | C                      | B                      | C                      |         |
| Nasyr Nasyrow          | Kazahstan | Ne sodi                | Ne sodi                | Ne sodi                | Ne sodi                | Ne sodi                | Ne sodi                | Ne sodi                | D                      | A                      | D                      |         |
| Nicolai Sebergsen      | Norveška  | Ne sodi                | Ne sodi                | Ne sodi                | Ne sodi                | Ne sodi                | Ne sodi                | Ne sodi                | E                      | D                      | E                      |         |

### Žirija tekmovanja
Walter Hofer je direktor svetovnega pokala, Borek Sedlák njegov pomočnik in Arne Åbråten glavni koordinator turneje Raw Air:
| Kraj        | Tehnični delegat | Pomočnik tehničnega delegata | Vodja tekmovanja     | Kontrola opreme | Kontrola opreme |
| Kraj        | Tehnični delegat | Pomočnik tehničnega delegata | Vodja tekmovanja     | Prej            | Potem           |
| ----------- | ---------------- | ---------------------------- | -------------------- | --------------- | --------------- |
| Oslo        | Sandro Pertile   | Werner Rathmayr              | Svein Granerud       | Morten Solem    | Sepp Gratzer    |
| Lillehammer | Christian Kathol | Pekka Hyvärinen              | Kristian Brenden     | Morten Solem    | Sepp Gratzer    |
| Trondheim   | Christian Kathol | Michael Lais                 | Hroar Stjernen       | Morten Solem    | Sepp Gratzer    |
| Vikersund   | Franck Salvi     | Aljoša Dolhar                | Ole Gunnar Fidjestøl | Morten Solem    | Sepp Gratzer    |

### Sodelujoče države
| Država    | Skupaj | Tekmovalci |
| --------- | ------ | --- |
| Norveška  | 13     | Lindvik, Granerud, Søberg, Haukedal, Fannemel, Bjerkeengen, Bjøreng, Hilde, Aune, Johansson, Forfang, Tande, Stjernen |
| Slovenija | 8      | Peter Prevc, Domen Prevc, Bartol, Dežman, Semenič, Damjan, Lanišek, Tepeš                                             |
| Poljska   | 7      | Muranka, Hula, Ziobro, Kubacki, Stoch, Kot, Żyła                                                                      |
| Avstrija  | 6      | Fettner, Hayböck, Kraft, Schiffner, Schlierenzauer, Kofler                                                            |
| Japonska  | 6      | Ito, Kasai, Džunširo Kobajaši, Rjoju Kobajaši, Sakujama, Takeuči                                                      |
| Nemčija   | 6      | Eisenbichler, Freitag, Geiger, Leyhe, Wank, Wellinger                                                                 |
| Češka     | 6      | Polášek, Štursa, Vančura, Janda, Koudelka, Matura                                                                     |
| Kazahstan | 5      | Karpenko, Muminov, Sokolenko, Tkachenko, Zhaparov                                                                     |
| Švica     | 5      | Ammann, Deschwanden, Peier, Schuler, Karlen                                                                           |
| Finska    | 5      | Aalto, Ahonen, Larinto, Määttä, Nousiainen                                                                            |
| Italija   | 4      | Bresadola, Colloredo, Dellasega, Insam                                                                                |
| Rusija    | 4      | Baženov, Klimov, Nazarov, Romašov                                                                                     |
| ZDA       | 4      | Bickner, Glasder, Larson, Rhoads                                                                                      |
| Francija  | 1      | Descombes Sevoie |
| Kanada    | 1      | Boyd-Clowes |
| Turčija   | 1      | Arda İpcioğlu |
| Estonija  | 1      | Nurmsalu |

## Urnik

### Posamično
| Št.                                                                                            | Sezona                                                                                         | Datum                                                                                          | Kraj                                                                                           | Skakalnica                                                                                     | Velikost                                                                                       | Zmagovalec                                                                             | Drugi                                                                                  | Tretji                                                                                 | Tekma     | Serij | Raw Air majica    | Ref.  |
| ---------------------------------------------------------------------------------------------- | ---------------------------------------------------------------------------------------------- | ---------------------------------------------------------------------------------------------- | ---------------------------------------------------------------------------------------------- | ---------------------------------------------------------------------------------------------- | ---------------------------------------------------------------------------------------------- | -------------------------------------------------------------------------------------- | -------------------------------------------------------------------------------------- | -------------------------------------------------------------------------------------- | --------- | ----- | ----------------- | ----- |
| 1                                                                                              | 1                                                                                              | 10. marec 2017                                                                                 | Oslo                                                                                           | Holmenkollbakken HS134                                                                         | LH                                                                                             | Andreas Wellinger                                                                      | Peter Prevc                                                                            | Richard Freitag                                                                        | prolog    | 1R    | Andreas Wellinger | [ 2 ] |
| 2                                                                                              | 2                                                                                              | 11. marec 2017                                                                                 | Oslo                                                                                           | Holmenkollbakken HS134                                                                         | LH                                                                                             | Stefan Kraft                                                                           | Piotr Żyła                                                                             | Michael Hayböck                                                                        | ekipno    | 2R    | Stefan Kraft      |       |
| 3                                                                                              | 3                                                                                              | 12. marec 2017                                                                                 | Oslo                                                                                           | Holmenkollbakken HS134                                                                         | LH                                                                                             | Stefan Kraft                                                                           | Andreas Wellinger                                                                      | Markus Eisenbichler                                                                    | posamično | 2R    | Stefan Kraft      | [ 3 ] |
| 4                                                                                              | 4                                                                                              | 13. marec 2017                                                                                 | Lillehammer                                                                                    | Lysgårdsbakken HS138 (nočna)                                                                   | LH                                                                                             | Markus Eisenbichler                                                                    | Richard Freitag                                                                        | Stefan Kraft                                                                           | prolog    | 1R    | Stefan Kraft      | [ 4 ] |
|                                                                                                |                                                                                                | 14. marec 2017                                                                                 | Lillehammer                                                                                    | Lysgårdsbakken HS138 (nočna)                                                                   | LH                                                                                             | močan veter; odpovedano po 26 od 50 skakalcev in prestavljeno v Vikersund z eno serijo | močan veter; odpovedano po 26 od 50 skakalcev in prestavljeno v Vikersund z eno serijo | močan veter; odpovedano po 26 od 50 skakalcev in prestavljeno v Vikersund z eno serijo | posamično | 2R    |                   |       |
| 5                                                                                              | 5                                                                                              | 15. marec 2017                                                                                 | Trondheim                                                                                      | Granåsen HS140 (nočna)                                                                         | LH                                                                                             | Kamil Stoch                                                                            | Andreas Stjernen                                                                       | Andreas Wellinger                                                                      | prolog    | 1R    | Andreas Wellinger | [ 5 ] |
| 6                                                                                              | 6                                                                                              | 16. marec 2017                                                                                 | Trondheim                                                                                      | Granåsen HS140 (nočna)                                                                         | LH                                                                                             | Stefan Kraft                                                                           | Andreas Stjernen                                                                       | Andreas Wellinger                                                                      | posamično | 2R    | Stefan Kraft      | [ 6 ] |
|                                                                                                |                                                                                                | 17. marec 2017                                                                                 | Vikersund                                                                                      | Vikersundbakken HS225                                                                          | FH                                                                                             | močan veter; prestavljena tekma iz Lillehammerja odpovedana in izpeljana kot prolog    | močan veter; prestavljena tekma iz Lillehammerja odpovedana in izpeljana kot prolog    | močan veter; prestavljena tekma iz Lillehammerja odpovedana in izpeljana kot prolog    | posamično | 1R    |                   |       |
| 7                                                                                              | 7                                                                                              | 17. marec 2017                                                                                 | Vikersund                                                                                      | Vikersundbakken HS225 (nočna)                                                                  | FH                                                                                             | Kamil Stoch                                                                            | Andreas Wellinger                                                                      | Domen Prevc                                                                            | prolog    | 1R    | Andreas Wellinger | [ 7 ] |
| 8                                                                                              | 8                                                                                              | 18. marec 2017                                                                                 | Vikersund                                                                                      | Vikersundbakken HS225                                                                          | FH                                                                                             | Stefan Kraft                                                                           | Kamil Stoch                                                                            | Andreas Wellinger                                                                      | ekipno    | 2R    | Andreas Wellinger |       |
| 9                                                                                              | 9                                                                                              | 19. marec 2017                                                                                 | Vikersund                                                                                      | Vikersundbakken HS225                                                                          | FH                                                                                             | Kamil Stoch                                                                            | Noriaki Kasai                                                                          | Michael Hayböck                                                                        | posamično | 2R    | Stefan Kraft      | [ 8 ] |
|                                                                                                |                                                                                                |                                                                                                |                                                                                                |                                                                                                |                                                                                                |                                                                                        |                                                                                        |                                                                                        |           |       |                   |       |
| 1. Raw Air turneja (10.–19. marec 2017); vštete tudi 4 ekipne serije + 4 prologi/kvalifikacije | 1. Raw Air turneja (10.–19. marec 2017); vštete tudi 4 ekipne serije + 4 prologi/kvalifikacije | 1. Raw Air turneja (10.–19. marec 2017); vštete tudi 4 ekipne serije + 4 prologi/kvalifikacije | 1. Raw Air turneja (10.–19. marec 2017); vštete tudi 4 ekipne serije + 4 prologi/kvalifikacije | 1. Raw Air turneja (10.–19. marec 2017); vštete tudi 4 ekipne serije + 4 prologi/kvalifikacije | 1. Raw Air turneja (10.–19. marec 2017); vštete tudi 4 ekipne serije + 4 prologi/kvalifikacije | Stefan Kraft                                                                           | Kamil Stoch                                                                            | Andreas Wellinger                                                                      |           | 14R   |                   |       |

### Ekipno
| Št. | Sezona | Datum          | Kraj      | Skakalnica             | Velikost | Zmagovalec                                                                        | Drugi                                                                              | Tretji                                                                            | Opomba                                            | Ref.   |
| --- | ------ | -------------- | --------- | ---------------------- | -------- | --------------------------------------------------------------------------------- | ---------------------------------------------------------------------------------- | --------------------------------------------------------------------------------- | ------------------------------------------------- | ------ |
| 1   | 1      | 11. marec 2017 | Oslo      | Holmenkollbakken HS134 | LH       | AvstrijaMichael Hayböck · Manuel Fettner · Markus Schiffner · Stefan Kraft ·      | NemčijaMarkus Eisenbichler · Stephan Leyhe · Richard Freitag · Andreas Wellinger · | PoljskaPiotr Żyła Kamil Stoch Dawid Kubacki Maciej Kot                            | obe seriji štejeta tudi v skupni seštevek Raw Air | [ 9 ]  |
| 2   | 2      | 18. marec 2017 | Vikersund | Vikersundbakken HS225  | FH       | NorveškaDaniel-André Tande Robert Johansson Johann André Forfang Andreas Stjernen | PoljskaPiotr Żyła Dawid Kubacki Maciej Kot Kamil Stoch                             | AvstrijaMichael Hayböck · Manuel Fettner · Gregor Schlierenzauer · Stefan Kraft · | obe seriji štejeta tudi v skupni seštevek Raw Air | [ 10 ] |

## Lestvica

### Raw Air
| Uvr. | Po 9 tekmah (14 serijah) | 10/03/2017 Oslo | 10/03/2017 Oslo | 11/03/2017 Oslo | 11/03/2017 Oslo | 11/03/2017 Oslo | 12/03/2017 Oslo | 12/03/2017 Oslo | 12/03/2017 Oslo | 13/03/2017 Lillehammer | 13/03/2017 Lillehammer | 14/03/2017 Lillehammer                                                            | 15/03/2017 Trondheim | 15/03/2017 Trondheim | 16/03/2017 Trondheim | 16/03/2017 Trondheim | 16/03/2017 Trondheim | 17/03/2017 Vikersund                                                                                              | 18/03/2017 Vikersund | 18/03/2017 Vikersund | 18/03/2017 Vikersund | 18/03/2017 Vikersund | 18/03/2017 Vikersund | 19/03/2017 Vikersund | 19/03/2017 Vikersund | 19/03/2017 Vikersund | Skupaj (14) |
| Uvr. | Po 9 tekmah (14 serijah) | Prolog (Q)      | Prolog (Q)      | Ekipno (2R)     | Ekipno (2R)     | Ekipno (2R)     | Posamično (2R)  | Posamično (2R)  | Posamično (2R)  | Prolog (Q)             | Prolog (Q)             | Posamično                                                                         | Prolog (Q)           | Prolog (Q)           | Posamično (2R)       | Posamično (2R)       | Posamično (2R)       | Posamično | Prolog (Q)           | Prolog (Q)           | Ekipno (2R)          | Ekipno (2R)          | Ekipno (2R)          | Posamično (2R)       | Posamično (2R)       | Posamično (2R)       | Skupaj (14) |
| Uvr. | Po 9 tekmah (14 serijah) | Uvr.            | Točke (R1)      | Uvr.            | Točke (R2)      | Točke (R3)      | Uvr.            | Točke (R4)      | Točke (R5)      | Uvr.                   | Točke (R6)             | Dve seriji                                                                        | Uvr.                 | Točke (R7)           | Uvr.                 | Točke (R8)           | Točke (R9)           | Ena serija | Uvr.                 | Točke (R10)          | Uvr.                 | Točke (R11)          | Točke (R12)          | Uvr.                 | Točke (R13)          | Točke (R14)          | Skupaj (14) |
| ---- | ------------------------ | --------------- | --------------- | --------------- | --------------- | --------------- | --------------- | --------------- | --------------- | ---------------------- | ---------------------- | --------------------------------------------------------------------------------- | -------------------- | -------------------- | -------------------- | -------------------- | -------------------- | --- | -------------------- | -------------------- | -------------------- | -------------------- | -------------------- | -------------------- | -------------------- | -------------------- | ----------- |
| 1    | Stefan Kraft             | 5               | 129.8           | 1               | 140.3           | 134.2           | 1               | 133.3           | 134.2           | 3                      | 151.8                  | M O Č A N V E T E R ___ O D P O V E D A N O P O 2 6 O D 5 0 T E K M O V A L C E V | 27                   | 111.5                | 1                    | 148.8                | 153.2                | M O Č A N V E T E R ___ P R E S T A V L J E N O I Z L I L E H A M E J J A ___ I Z P E L J A N A K O T P R O L O G | 10                   | 184.8                | 1                    | 230.5                | 220.9                | 5                    | 226.9                | 197.9                | 2298.1      |
| 2    | Kamil Stoch              | 11              | 124.5           | 8               | 124.9           | 126.8           | 22              | 121.0           | 90.2            | 25                     | 128.5                  | M O Č A N V E T E R ___ O D P O V E D A N O P O 2 6 O D 5 0 T E K M O V A L C E V | 1                    | 146.0                | 5                    | 144.7                | 140.4                | M O Č A N V E T E R ___ P R E S T A V L J E N O I Z L I L E H A M E J J A ___ I Z P E L J A N A K O T P R O L O G | 1                    | 216.9                | 2                    | 224.1                | 218.0                | 1                    | 228.3                | 238.3                | 2272.6      |
| 3    | Andreas Wellinger        | 1               | 140.5           | 7               | 123.5           | 128.7           | 2               | 135.0           | 123.6           | 4                      | 151.4                  | M O Č A N V E T E R ___ O D P O V E D A N O P O 2 6 O D 5 0 T E K M O V A L C E V | 3                    | 139.5                | 3                    | 138.1                | 151.5                | M O Č A N V E T E R ___ P R E S T A V L J E N O I Z L I L E H A M E J J A ___ I Z P E L J A N A K O T P R O L O G | 2                    | 214.1                | 3                    | 220.5                | 213.5                | 18                   | 228.9                | 142.9                | 2251.3      |
| 4    | Andreas Stjernen         | 10              | 127.7           | 12              | 128.9           | 114.6           | 5               | 116.9           | 124.8           | 6                      | 149.1                  | M O Č A N V E T E R ___ O D P O V E D A N O P O 2 6 O D 5 0 T E K M O V A L C E V | 2                    | 144.5                | 2                    | 147.5                | 146.8                | M O Č A N V E T E R ___ P R E S T A V L J E N O I Z L I L E H A M E J J A ___ I Z P E L J A N A K O T P R O L O G | 12                   | 179.9                | 4                    | 207.3                | 217.7                | 9                    | 201.0                | 203.4                | 2210.1      |
| 5    | Peter Prevc              | 2               | 135.9           | 4               | 130.7           | 128.6           | 16              | 108.4           | 110.1           | 14                     | 140.9                  | M O Č A N V E T E R ___ O D P O V E D A N O P O 2 6 O D 5 0 T E K M O V A L C E V | 5                    | 135.2                | 7                    | 132.9                | 137.3                | M O Č A N V E T E R ___ P R E S T A V L J E N O I Z L I L E H A M E J J A ___ I Z P E L J A N A K O T P R O L O G | 9                    | 186.7                | 6                    | 224.4                | 186.2                | 6                    | 210.7                | 212.4                | 2180.4      |
| 6    | Johann André Forfang     | 12              | 123.2           | 6               | 126.5           | 126.2           | 10              | 100.0           | 124.6           | 9                      | 146.0                  | M O Č A N V E T E R ___ O D P O V E D A N O P O 2 6 O D 5 0 T E K M O V A L C E V | 4                    | 137.4                | 6                    | 139.4                | 141.6                | M O Č A N V E T E R ___ P R E S T A V L J E N O I Z L I L E H A M E J J A ___ I Z P E L J A N A K O T P R O L O G | 17                   | 174.6                | 8                    | 202.9                | 189.3                | 4                    | 209.9                | 218.8                | 2160.4      |
| 7    | Maciej Kot               | 6               | 129.5           | 15              | 115.4           | 122.5           | 11              | 103.0           | 119.3           | 12                     | 144.9                  | M O Č A N V E T E R ___ O D P O V E D A N O P O 2 6 O D 5 0 T E K M O V A L C E V | 10                   | 124.8                | 13                   | 124.9                | 130.8                | M O Č A N V E T E R ___ P R E S T A V L J E N O I Z L I L E H A M E J J A ___ I Z P E L J A N A K O T P R O L O G | 7                    | 196.8                | 7                    | 213.1                | 190.7                | 14                   | 199.5                | 187.7                | 2102.9      |
| 8    | Noriaki Kasai            | 27              | 115.7           | 19              | 113.9           | 117.0           | 13              | 105.6           | 115.8           | 15                     | 134.1                  | M O Č A N V E T E R ___ O D P O V E D A N O P O 2 6 O D 5 0 T E K M O V A L C E V | 23                   | 114.4                | 15                   | 129.5                | 125.1                | M O Č A N V E T E R ___ P R E S T A V L J E N O I Z L I L E H A M E J J A ___ I Z P E L J A N A K O T P R O L O G | 6                    | 200.2                | 11                   | 191.4                | 188.3                | 2                    | 216.5                | 231.5                | 2099.0      |
| 9    | Robert Johansson         | 22              | 118.6           | 18              | 109.6           | 123.9           | 6               | 119.8           | 119.7           | 5                      | 151.3                  | M O Č A N V E T E R ___ O D P O V E D A N O P O 2 6 O D 5 0 T E K M O V A L C E V | 19                   | 116.3                | 29                   | 117.5                | 116.3                | M O Č A N V E T E R ___ P R E S T A V L J E N O I Z L I L E H A M E J J A ___ I Z P E L J A N A K O T P R O L O G | 11                   | 183.9                | 5                    | 213.9                | 196.9                | 10                   | 210.6                | 192.4                | 2090.7      |
| 10   | Daiki Ito                | 16              | 120.8           | 10              | 116.7           | 128.4           | 4               | 123.0           | 120.5           | 17                     | 131.6                  | M O Č A N V E T E R ___ O D P O V E D A N O P O 2 6 O D 5 0 T E K M O V A L C E V | 7                    | 132.2                | 17                   | 129.1                | 122.4                | M O Č A N V E T E R ___ P R E S T A V L J E N O I Z L I L E H A M E J J A ___ I Z P E L J A N A K O T P R O L O G | 13                   | 178.9                | 10                   | 208.3                | 176.3                | 12                   | 199.0                | 195.0                | 2082.2      |
| 11   | Simon Ammann             | 26              | 116.0           | 16              | 120.3           | 116.5           | 17              | 109.0           | 109.3           | 24                     | 129.1                  | M O Č A N V E T E R ___ O D P O V E D A N O P O 2 6 O D 5 0 T E K M O V A L C E V | 9                    | 125.9                | 16                   | 128.5                | 123.                 | M O Č A N V E T E R ___ P R E S T A V L J E N O I Z L I L E H A M E J J A ___ I Z P E L J A N A K O T P R O L O G | 27                   | 166.0                | 12                   | 195.8                | 182.4                | 16                   | 187.2                | 189.7                | 1998.8      |
| 12   | Michael Hayböck          | 12              | 122.5           | 3               | 134.1           | 127.5           | 15              | 110.5           | 109.1           | 20                     | 130.4                  | M O Č A N V E T E R ___ O D P O V E D A N O P O 2 6 O D 5 0 T E K M O V A L C E V | DNS                  | —                    | 26                   | 119.5                | 120.7                | M O Č A N V E T E R ___ P R E S T A V L J E N O I Z L I L E H A M E J J A ___ I Z P E L J A N A K O T P R O L O G | 4                    | 202.9                | 13                   | 204.4                | 173.2                | 3                    | 225.3                | 205.1                | 1985.2      |
| 13   | Roman Koudelka           | 18              | 120.0           | 20              | 111.9           | 116.1           | 19              | 104.6           | 111.2           | 8                      | 147.1                  | M O Č A N V E T E R ___ O D P O V E D A N O P O 2 6 O D 5 0 T E K M O V A L C E V | 34                   | 108.5                | 9                    | 128.5                | 135.9                | M O Č A N V E T E R ___ P R E S T A V L J E N O I Z L I L E H A M E J J A ___ I Z P E L J A N A K O T P R O L O G | 37                   | 149.1                | 15                   | 192.7                | 176.6                | 20                   | 175.1                | 179.3                | 1956.6      |
| 14   | Piotr Żyła               | 7               | 128.9           | 2               | 131.9           | 131.4           | 9               | 116.7           | 110.5           | 10                     | 145.9                  | M O Č A N V E T E R ___ O D P O V E D A N O P O 2 6 O D 5 0 T E K M O V A L C E V | 16                   | 118.0                | 23                   | 126.4                | 118.1                | M O Č A N V E T E R ___ P R E S T A V L J E N O I Z L I L E H A M E J J A ___ I Z P E L J A N A K O T P R O L O G | 62                   | 107.4                | 16                   | 199.8                | 160.3                | 23                   | 159.2                | 175.8                | 1930.3      |
| 15   | Richard Freitag          | 3               | 131.8           | 11              | 126.5           | 117.6           | 14              | 112.9           | 108.2           | 2                      | 151.9                  | M O Č A N V E T E R ___ O D P O V E D A N O P O 2 6 O D 5 0 T E K M O V A L C E V | 13                   | 120.3                | 8                    | 136.3                | 132.1                | M O Č A N V E T E R ___ P R E S T A V L J E N O I Z L I L E H A M E J J A ___ I Z P E L J A N A K O T P R O L O G | 36                   | 150.9                | 19                   | 175.1                | 166.1                | 30                   | 164.5                | 63.4                 | 1857.6      |
| 16   | Markus Eisenbichler      | 4               | 130.0           | 9               | 133.2           | 115.0           | 3               | 120.4           | 123.7           | 1                      | 163.1                  | M O Č A N V E T E R ___ O D P O V E D A N O P O 2 6 O D 5 0 T E K M O V A L C E V | 8                    | 132.1                | 4                    | 145.5                | 143.2                | M O Č A N V E T E R ___ P R E S T A V L J E N O I Z L I L E H A M E J J A ___ I Z P E L J A N A K O T P R O L O G | 5                    | 200.6                | 21                   | 181.0                | 146.4                | 38                   | 95.3                 | DNQ                  | 1829.5      |
| 17   | Manuel Fettner           | 8               | 127.9           | 14              | 120.4           | 121.6           | 8               | 115.0           | 112.7           | 29                     | 126.4                  | M O Č A N V E T E R ___ O D P O V E D A N O P O 2 6 O D 5 0 T E K M O V A L C E V | DNS                  | —                    | 11                   | 125.9                | 134.5                | M O Č A N V E T E R ___ P R E S T A V L J E N O I Z L I L E H A M E J J A ___ I Z P E L J A N A K O T P R O L O G | 19                   | 170.6                | 17                   | 211.2                | 133.6                | 26                   | 157.1                | 144.9                | 1801.8      |
| 18   | Dawid Kubacki            | 8               | 127.9           | 17              | 113.7           | 120.1           | 23              | 109.1           | 101.9           | 53                     | 103.2                  | M O Č A N V E T E R ___ O D P O V E D A N O P O 2 6 O D 5 0 T E K M O V A L C E V | 45                   | 103.2                | 37                   | 114.3                | DNQ                  | M O Č A N V E T E R ___ P R E S T A V L J E N O I Z L I L E H A M E J J A ___ I Z P E L J A N A K O T P R O L O G | 18                   | 173.2                | 20                   | 180.6                | 152.0                | 17                   | 177.8                | 194.4                | 1771.4      |
| 19   | Daniel-André Tande       | 23              | 118.3           | 5               | 123.1           | 130.3           | 7               | 121.4           | 115.4           | 51                     | 111.7                  | M O Č A N V E T E R ___ O D P O V E D A N O P O 2 6 O D 5 0 T E K M O V A L C E V | 54                   | 97.1                 | 10                   | 125.1                | 136.2                | M O Č A N V E T E R ___ P R E S T A V L J E N O I Z L I L E H A M E J J A ___ I Z P E L J A N A K O T P R O L O G | 21                   | 169.9                | 18                   | 194.0                | 150.6                | 32                   | 150.8                | 150.8                | 1743.9      |
| 20   | Viktor Polášek           | 40              | 108.1           | 26              | 99.7            | 97.8            | 43              | 86.4            | DNQ             | 21                     | 130.1                  | M O Č A N V E T E R ___ O D P O V E D A N O P O 2 6 O D 5 0 T E K M O V A L C E V | 15                   | 119.6                | 27                   | 123.0                | 116.8                | M O Č A N V E T E R ___ P R E S T A V L J E N O I Z L I L E H A M E J J A ___ I Z P E L J A N A K O T P R O L O G | 38                   | 148.7                | 22                   | 158.5                | 137.1                | 22                   | 178.5                | 163.0                | 1667.3      |
| 21   | Jurij Tepeš              | 44              | 106.3           | DNS             | —               | —               | 27              | 106.0           | 95.9            | 37                     | 120.8                  | M O Č A N V E T E R ___ O D P O V E D A N O P O 2 6 O D 5 0 T E K M O V A L C E V | 47                   | 102.1                | DNQ                  | —                    | —                    | M O Č A N V E T E R ___ P R E S T A V L J E N O I Z L I L E H A M E J J A ___ I Z P E L J A N A K O T P R O L O G | 8                    | 191.7                | 14                   | 175.9                | 195.6                | 7                    | 205.1                | 216.7                | 1516.1      |
| 22   | Jernej Damjan            | 23              | 118.3           | 30              | 97.7            | 95.4            | 26              | 104.6           | 97.4            | 11                     | 145.6                  | M O Č A N V E T E R ___ O D P O V E D A N O P O 2 6 O D 5 0 T E K M O V A L C E V | 35                   | 108.4                | 19                   | 125.7                | 123.6                | M O Č A N V E T E R ___ P R E S T A V L J E N O I Z L I L E H A M E J J A ___ I Z P E L J A N A K O T P R O L O G | 22                   | 169.5                | DNS                  | —                    | —                    | 27                   | 203.4                | 78.8                 | 1468.4      |
| 23   | Karl Geiger              | 38              | 109.0           | DNS             | —               | —               | 25              | 96.0            | 108.0           | 39                     | 118.8                  | M O Č A N V E T E R ___ O D P O V E D A N O P O 2 6 O D 5 0 T E K M O V A L C E V | 25                   | 112.8                | 31                   | 116.1                | DNQ                  | M O Č A N V E T E R ___ P R E S T A V L J E N O I Z L I L E H A M E J J A ___ I Z P E L J A N A K O T P R O L O G | 28                   | 163.3                | 29                   | 71.8                 | 131.2                | 11                   | 198.7                | 199.8                | 1425.5      |
| 24   | Domen Prevc              | DNS             | —               | DNS             | —               | —               | DNS             | —               | —               | 33                     | 123.4                  | M O Č A N V E T E R ___ O D P O V E D A N O P O 2 6 O D 5 0 T E K M O V A L C E V | DNS                  | —                    | 24                   | 125.6                | 118.3                | M O Č A N V E T E R ___ P R E S T A V L J E N O I Z L I L E H A M E J J A ___ I Z P E L J A N A K O T P R O L O G | 3                    | 207.6                | 9                    | 194.7                | 191.9                | 8                    | 208.8                | 200.9                | 1370.9      |
| 25   | Taku Takeuči             | 45              | 105.7           | 23              | 105.0           | 114.2           | 24              | 113.3           | 95.6            | 34                     | 122.8                  | M O Č A N V E T E R ___ O D P O V E D A N O P O 2 6 O D 5 0 T E K M O V A L C E V | 33                   | 108.8                | 43                   | 109.7                | DNQ                  | M O Č A N V E T E R ___ P R E S T A V L J E N O I Z L I L E H A M E J J A ___ I Z P E L J A N A K O T P R O L O G | 45                   | 142.8                | 24                   | 167.1                | 123.2                | DNQ                  | —                    | —                    | 1308.5      |
| 26   | Alex Insam               | 38              | 108.2           | 33              | 112.1           | DNQ             | 44              | 83.5            | DNQ             | 43                     | 116.5                  | M O Č A N V E T E R ___ O D P O V E D A N O P O 2 6 O D 5 0 T E K M O V A L C E V | 20                   | 116.0                | 35                   | 114.5                | DNQ                  | M O Č A N V E T E R ___ P R E S T A V L J E N O I Z L I L E H A M E J J A ___ I Z P E L J A N A K O T P R O L O G | 34                   | 151.7                | 38                   | 142.6                | DNQ                  | 25                   | 162.6                | 145.4                | 1253.1      |
| 27   | Stephan Leyhe            | 15              | 121.5           | 13              | 120.6           | 122.1           | 18              | 107.7           | 108.9           | 18                     | 130.6                  | M O Č A N V E T E R ___ O D P O V E D A N O P O 2 6 O D 5 0 T E K M O V A L C E V | 26                   | 112.1                | 28                   | 121.1                | 113.2                | M O Č A N V E T E R ___ P R E S T A V L J E N O I Z L I L E H A M E J J A ___ I Z P E L J A N A K O T P R O L O G | 43                   | 144.2                | DNS                  | —                    | —                    | DNQ                  | —                    | —                    | 1202.0      |
| 28   | Gregor Schlierenzauer    | 21              | 119.1           | DNS             | —               | —               | 20              | 110.0           | 104.4           | 19                     | 130.5                  | M O Č A N V E T E R ___ O D P O V E D A N O P O 2 6 O D 5 0 T E K M O V A L C E V | DNS                  | —                    | DNS                  | —                    | —                    | M O Č A N V E T E R ___ P R E S T A V L J E N O I Z L I L E H A M E J J A ___ I Z P E L J A N A K O T P R O L O G | 30                   | 161.3                | 23                   | 132.9                | 158.7                | 28                   | 161.4                | 97.4                 | 1175.7      |
| 29   | Vincent Descombes Sevoie | 19              | 119.7           | DNS             | —               | —               | 12              | 111.3           | 110.9           | 27                     | 127.7                  | M O Č A N V E T E R ___ O D P O V E D A N O P O 2 6 O D 5 0 T E K M O V A L C E V | 6                    | 134.3                | 20                   | 126.5                | 121.8                | M O Č A N V E T E R ___ P R E S T A V L J E N O I Z L I L E H A M E J J A ___ I Z P E L J A N A K O T P R O L O G | 26                   | 167.7                | DNS                  | —                    | —                    | 35                   | 140.0                | 140.0                | 1159.2      |
| 30   | Anže Lanišek             | DQ              | —               | DNS             | —               | —               | DNQ             | —               | —               | 13                     | 141.4                  | M O Č A N V E T E R ___ O D P O V E D A N O P O 2 6 O D 5 0 T E K M O V A L C E V | 10                   | 124.8                | 32                   | 116.0                | DNQ                  | M O Č A N V E T E R ___ P R E S T A V L J E N O I Z L I L E H A M E J J A ___ I Z P E L J A N A K O T P R O L O G | 16                   | 176.6                | 26                   | 83.6                 | 172.0                | 24                   | 155.9                | 159.7                | 1130.0      |
| 31   | Kevin Bickner            | 52              | 94.8            | 44              | 78.8            | DNQ             | DNQ             | —               | —               | 45                     | 114.8                  | M O Č A N V E T E R ___ O D P O V E D A N O P O 2 6 O D 5 0 T E K M O V A L C E V | 49                   | 100.6                | DNQ                  | —                    | —                    | M O Č A N V E T E R ___ P R E S T A V L J E N O I Z L I L E H A M E J J A ___ I Z P E L J A N A K O T P R O L O G | 24                   | 167.5                | 33                   | 164.0                | DNQ                  | 15                   | 203.3                | 178.8                | 1102.6      |
| 32   | Markus Schiffner         | 20              | 119.6           | 22              | 105.5           | 116.1           | 33              | 93.4            | DNQ             | 26                     | 128.0                  | M O Č A N V E T E R ___ O D P O V E D A N O P O 2 6 O D 5 0 T E K M O V A L C E V | 32                   | 109.2                | 33                   | 115.5                | DNQ                  | M O Č A N V E T E R ___ P R E S T A V L J E N O I Z L I L E H A M E J J A ___ I Z P E L J A N A K O T P R O L O G | 31                   | 160.1                | DNS                  | —                    | —                    | 31                   | 155.0                | DNQ                  | 1102.4      |
| 33   | Jarkko Määttä            | 37              | 109.2           | 35              | 104.0           | DNQ             | 36              | 91.5            | DNQ             | 16                     | 131.7                  | M O Č A N V E T E R ___ O D P O V E D A N O P O 2 6 O D 5 0 T E K M O V A L C E V | 17                   | 116.4                | 42                   | 109.9                | DNQ                  | M O Č A N V E T E R ___ P R E S T A V L J E N O I Z L I L E H A M E J J A ___ I Z P E L J A N A K O T P R O L O G | 23                   | 169.2                | 35                   | 158.9                | DNQ                  | 39                   | 91.3                 | DNQ                  | 1082.1      |
| 34   | Anders Fannemel          | DQ              | —               | DNS             | —               | —               | DNQ             | —               | —               | 7                      | 148.9                  | M O Č A N V E T E R ___ O D P O V E D A N O P O 2 6 O D 5 0 T E K M O V A L C E V | 17                   | 116.4                | 14                   | 126.3                | 128.5                | M O Č A N V E T E R ___ P R E S T A V L J E N O I Z L I L E H A M E J J A ___ I Z P E L J A N A K O T P R O L O G | 25                   | 167.1                | DNS                  | —                    | —                    | 13                   | 189.6                | 203.0                | 1079.8      |
| 35   | Anže Semenič             | 46              | 103.3           | DNS             | —               | —               | 28              | 99.8            | 101.0           | 50                     | 112.7                  | M O Č A N V E T E R ___ O D P O V E D A N O P O 2 6 O D 5 0 T E K M O V A L C E V | 49                   | 100.6                | DNQ                  | —                    | —                    | M O Č A N V E T E R ___ P R E S T A V L J E N O I Z L I L E H A M E J J A ___ I Z P E L J A N A K O T P R O L O G | 20                   | 170.1                | DNS                  | —                    | —                    | 19                   | 174.2                | 186.1                | 1047.8      |
| 36   | Killian Peier            | 48              | 103.1           | 25              | 96.6            | 112.6           | 37              | 91.1            | DNQ             | 40                     | 118.5                  | M O Č A N V E T E R ___ O D P O V E D A N O P O 2 6 O D 5 0 T E K M O V A L C E V | 31                   | 109.3                | 40                   | 111.5                | DNQ                  | M O Č A N V E T E R ___ P R E S T A V L J E N O I Z L I L E H A M E J J A ___ I Z P E L J A N A K O T P R O L O G | 57                   | 117.8                | 32                   | 73.1                 | 108.5                | DNQ                  | —                    | —                    | 1042.1      |
| 37   | Gregor Deschwanden       | 35              | 110.2           | 31              | 95.0            | 95.0            | 38              | 90.7            | DNQ             | 35                     | 121.6                  | M O Č A N V E T E R ___ O D P O V E D A N O P O 2 6 O D 5 0 T E K M O V A L C E V | 53                   | 97.8                 | DNQ                  | —                    | —                    | M O Č A N V E T E R ___ P R E S T A V L J E N O I Z L I L E H A M E J J A ___ I Z P E L J A N A K O T P R O L O G | 40                   | 147.1                | 28                   | 132.7                | 103.1                | DNQ                  | —                    | —                    | 993.2       |
| 38   | Joakim Aune              | 17              | 120.3           | DNS             | —               | —               | 21              | 108.3           | 103.8           | 23                     | 129.2                  | M O Č A N V E T E R ___ O D P O V E D A N O P O 2 6 O D 5 0 T E K M O V A L C E V | 28                   | 111.2                | 18                   | 119.7                | 130.5                | M O Č A N V E T E R ___ P R E S T A V L J E N O I Z L I L E H A M E J J A ___ I Z P E L J A N A K O T P R O L O G | 55                   | 120.0                | DNS                  | —                    | —                    | DNQ                  | —                    | —                    | 943.0       |
| 39   | Rjoju Kobajaši           | 40              | 108.1           | 29              | 98.6            | 96.0            | 39              | 90.2            | DNQ             | DQ                     | —                      | M O Č A N V E T E R ___ O D P O V E D A N O P O 2 6 O D 5 0 T E K M O V A L C E V | 21                   | 115.3                | 44                   | 109.5                | DNQ                  | M O Č A N V E T E R ___ P R E S T A V L J E N O I Z L I L E H A M E J J A ___ I Z P E L J A N A K O T P R O L O G | 50                   | 135.1                | 31                   | 101.3                | 85.3                 | DNQ                  | —                    | —                    | 939.4       |
| 40   | Jevgenij Klimov          | DNS             | —               | DNS             | —               | —               | DNS             | —               | —               | 56                     | 98.9                   | M O Č A N V E T E R ___ O D P O V E D A N O P O 2 6 O D 5 0 T E K M O V A L C E V | 12                   | 124.7                | 12                   | 130.5                | 128.5                | M O Č A N V E T E R ___ P R E S T A V L J E N O I Z L I L E H A M E J J A ___ I Z P E L J A N A K O T P R O L O G | 14                   | 177.4                | 39                   | 130.4                | DNQ                  | 36                   | 137.7                | DNQ                  | 927.8       |
| 41   | Andreas Wank             | 32              | 112.3           | DNS             | —               | —               | 47              | 78.1            | DNQ             | 49                     | 112.9                  | M O Č A N V E T E R ___ O D P O V E D A N O P O 2 6 O D 5 0 T E K M O V A L C E V | 40                   | 106.5                | 25                   | 121.6                | 119.7                | M O Č A N V E T E R ___ P R E S T A V L J E N O I Z L I L E H A M E J J A ___ I Z P E L J A N A K O T P R O L O G | 33                   | 157.1                | DNS                  | —                    | —                    | 37                   | 100.0                | DNQ                  | 808.2       |
| 42   | Antti Aalto              | 34              | 111.0           | 34              | 107.9           | DNQ             | 32              | 94.1            | DNQ             | 62                     | 80.9                   | M O Č A N V E T E R ___ O D P O V E D A N O P O 2 6 O D 5 0 T E K M O V A L C E V | 29                   | 110.7                | 36                   | 114.4                | DNQ                  | M O Č A N V E T E R ___ P R E S T A V L J E N O I Z L I L E H A M E J J A ___ I Z P E L J A N A K O T P R O L O G | 51                   | 133.9                | 37                   | 155.2                | DNQ                  | DNQ                  | —                    | —                    | 908.1       |
| 43   | Davide Bresadola         | 36              | 109.9           | 36              | 103.1           | DNQ             | 50              | 77.0            | DNQ             | 46                     | 114.4                  | M O Č A N V E T E R ___ O D P O V E D A N O P O 2 6 O D 5 0 T E K M O V A L C E V | 22                   | 114.5                | 21                   | 120.6                | 126.4                | M O Č A N V E T E R ___ P R E S T A V L J E N O I Z L I L E H A M E J J A ___ I Z P E L J A N A K O T P R O L O G | 49                   | 137.2                | DNS                  | —                    | —                    | DNQ                  | —                    | —                    | 903.1       |
| 44   | Sebastian Colloredo      | 42              | 108.0           | 38              | 94.7            | DNQ             | 30              | 94.9            | 101.6           | 60                     | 88.7                   | M O Č A N V E T E R ___ O D P O V E D A N O P O 2 6 O D 5 0 T E K M O V A L C E V | 38                   | 106.9                | 47                   | 102.1                | DNQ                  | M O Č A N V E T E R ___ P R E S T A V L J E N O I Z L I L E H A M E J J A ___ I Z P E L J A N A K O T P R O L O G | 64                   | 96.0                 | 42                   | 99.8                 | DNQ                  | DNQ                  | —                    | —                    | 892.7       |
| 45   | Halvor Egner Granerud    | DQ              | —               | DNS             | —               | —               | DNQ             | —               | —               | DNS                    | —                      | M O Č A N V E T E R ___ O D P O V E D A N O P O 2 6 O D 5 0 T E K M O V A L C E V | 13                   | 120.3                | 22                   | 128.9                | 117.8                | M O Č A N V E T E R ___ P R E S T A V L J E N O I Z L I L E H A M E J J A ___ I Z P E L J A N A K O T P R O L O G | 15                   | 176.8                | DNS                  | —                    | —                    | 21                   | 171.9                | 172.0                | 887.7       |
| 46   | Nejc Dežman              | 33              | 111.8           | 24              | 115.2           | 103.7           | 42              | 87.8            | DNQ             | 52                     | 105.8                  | M O Č A N V E T E R ___ O D P O V E D A N O P O 2 6 O D 5 0 T E K M O V A L C E V | 36                   | 108.3                | 45                   | 108.2                | DNQ                  | M O Č A N V E T E R ___ P R E S T A V L J E N O I Z L I L E H A M E J J A ___ I Z P E L J A N A K O T P R O L O G | 42                   | 146.2                | DNS                  | —                    | —                    | DNQ                  | —                    | —                    | 887.0       |
| 47   | Ville Larinto            | 45              | 113.7           | 42              | 90.1            | DNQ             | 40              | 88.0            | DNQ             | 42                     | 116.9                  | M O Č A N V E T E R ___ O D P O V E D A N O P O 2 6 O D 5 0 T E K M O V A L C E V | 48                   | 101.9                | DNQ                  | —                    | —                    | M O Č A N V E T E R ___ P R E S T A V L J E N O I Z L I L E H A M E J J A ___ I Z P E L J A N A K O T P R O L O G | 48                   | 138.6                | 40                   | 117.6                | DNQ                  | DNQ                  | —                    | —                    | 766.8       |
| 48   | Michael Glasder          | DQ              | —               | 41              | 91.2            | DNQ             | DNQ             | —               | —               | 61                     | 85.6                   | M O Č A N V E T E R ___ O D P O V E D A N O P O 2 6 O D 5 0 T E K M O V A L C E V | 57                   | 93.4                 | DNQ                  | —                    | —                    | M O Č A N V E T E R ___ P R E S T A V L J E N O I Z L I L E H A M E J J A ___ I Z P E L J A N A K O T P R O L O G | 29                   | 163.9                | 41                   | 105.3                | DNQ                  | 33                   | 147.7                | DNQ                  | 684.4       |
| 49   | Vojtěch Štursa           | 49              | 97.3            | 28              | 98.6            | 97.2            | 35              | 92.0            | DNQ             | 48                     | 113.0                  | M O Č A N V E T E R ___ O D P O V E D A N O P O 2 6 O D 5 0 T E K M O V A L C E V | 59                   | 91.0                 | DNQ                  | —                    | —                    | M O Č A N V E T E R ___ P R E S T A V L J E N O I Z L I L E H A M E J J A ___ I Z P E L J A N A K O T P R O L O G | 65                   | 92.7                 | DNS                  | —                    | —                    | DNQ                  | —                    | —                    | 681.8       |
| 50   | Andreas Kofler           | 25              | 116.6           | DNS             | —               | —               | 34              | 93.1            | DNQ             | 22                     | 130.0                  | M O Č A N V E T E R ___ O D P O V E D A N O P O 2 6 O D 5 0 T E K M O V A L C E V | 46                   | 102.8                | 30                   | 117.5                | 114.6                | M O Č A N V E T E R ___ P R E S T A V L J E N O I Z L I L E H A M E J J A ___ I Z P E L J A N A K O T P R O L O G | DNS                  | —                    | DNS                  | —                    | —                    | DNS                  | —                    | —                    | 674.6       |
| 51   | Jakub Janda              | 31              | 113.2           | 21              | 115.2           | 107.2           | 29              | 96.9            | 102.8           | 30                     | 126.0                  | M O Č A N V E T E R ___ O D P O V E D A N O P O 2 6 O D 5 0 T E K M O V A L C E V | DNS                  | —                    | DNS                  | —                    | —                    | M O Č A N V E T E R ___ P R E S T A V L J E N O I Z L I L E H A M E J J A ___ I Z P E L J A N A K O T P R O L O G | DNS                  | —                    | DNS                  | —                    | —                    | DNS                  | —                    | —                    | 661.3       |
| 52   | Aleksej Romašov          | 62              | 85.9            | DNS             | —               | —               | DNQ             | —               | —               | 28                     | 127.2                  | M O Č A N V E T E R ___ O D P O V E D A N O P O 2 6 O D 5 0 T E K M O V A L C E V | 37                   | 107.0                | 50                   | 100.1                | DNQ                  | M O Č A N V E T E R ___ P R E S T A V L J E N O I Z L I L E H A M E J J A ___ I Z P E L J A N A K O T P R O L O G | 68                   | 80.5                 | 36                   | 157.5                | DNQ                  | DNQ                  | —                    | —                    | 658.2       |
| 53   | Jan Matura               | DNS             | —               | DNS             | —               | —               | DNS             | —               | —               | DNS                    | —                      | M O Č A N V E T E R ___ O D P O V E D A N O P O 2 6 O D 5 0 T E K M O V A L C E V | 39                   | 106.6                | 38                   | 113.7                | DNQ                  | M O Č A N V E T E R ___ P R E S T A V L J E N O I Z L I L E H A M E J J A ___ I Z P E L J A N A K O T P R O L O G | 47                   | 139.8                | 25                   | 137.0                | 133.5                | DNQ                  | —                    | —                    | 630.6       |
| 54   | Džunširo Kobajaši        | 43              | 107.3           | DNS             | —               | —               | 45              | 81.4            | DNQ             | 54                     | 101.7                  | M O Č A N V E T E R ___ O D P O V E D A N O P O 2 6 O D 5 0 T E K M O V A L C E V | 44                   | 104.1                | 39                   | 113.6                | DNQ                  | M O Č A N V E T E R ___ P R E S T A V L J E N O I Z L I L E H A M E J J A ___ I Z P E L J A N A K O T P R O L O G | 56                   | 118.8                | DNS                  | —                    | —                    | DNQ                  | —                    | —                    | 626.9       |
| 55   | Casey Larson             | DQ              | —               | 40              | 92.0            | DNQ             | DNQ             | —               | —               | 63                     | 76.3                   | M O Č A N V E T E R ___ O D P O V E D A N O P O 2 6 O D 5 0 T E K M O V A L C E V | 41                   | 105.0                | 48                   | 100.4                | DNQ                  | M O Č A N V E T E R ___ P R E S T A V L J E N O I Z L I L E H A M E J J A ___ I Z P E L J A N A K O T P R O L O G | 67                   | 84.8                 | 34                   | 161.5                | DNQ                  | DNQ                  | —                    | —                    | 620.0       |
| 56   | MacKenzie Boyd-Clowes    | 54              | 91.9            | DNS             | —               | —               | DNQ             | —               | —               | 47                     | 114.2                  | M O Č A N V E T E R ___ O D P O V E D A N O P O 2 6 O D 5 0 T E K M O V A L C E V | 42                   | 104.5                | 41                   | 110.3                | DNQ                  | M O Č A N V E T E R ___ P R E S T A V L J E N O I Z L I L E H A M E J J A ___ I Z P E L J A N A K O T P R O L O G | 40                   | 147.1                | DNS                  | —                    | —                    | DNQ                  | —                    | —                    | 568.0       |
| 57   | William Rhoads           | 59              | 89.0            | 37              | 101.0           | DNQ             | DNQ             | —               | —               | 59                     | 89.1                   | M O Č A N V E T E R ___ O D P O V E D A N O P O 2 6 O D 5 0 T E K M O V A L C E V | 56                   | 95.4                 | DNQ                  | —                    | —                    | M O Č A N V E T E R ___ P R E S T A V L J E N O I Z L I L E H A M E J J A ___ I Z P E L J A N A K O T P R O L O G | 59                   | 117.2                | 45                   | 76.0                 | DNQ                  | DNQ                  | —                    | —                    | 567.7       |
| 58   | Jan Ziobro               | 14              | 121.6           | DNS             | —               | —               | 46              | 80.3            | DNQ             | 38                     | 120.3                  | M O Č A N V E T E R ___ O D P O V E D A N O P O 2 6 O D 5 0 T E K M O V A L C E V | 51                   | 98.7                 | DNQ                  | —                    | —                    | M O Č A N V E T E R ___ P R E S T A V L J E N O I Z L I L E H A M E J J A ___ I Z P E L J A N A K O T P R O L O G | 46                   | 142.4                | DNS                  | —                    | —                    | DNQ                  | —                    | —                    | 563.3       |
| 59   | Gabriel Karlen           | DNS             | —               | DNS             | —               | —               | DNS             | —               | —               | DNS                    | —                      | M O Č A N V E T E R ___ O D P O V E D A N O P O 2 6 O D 5 0 T E K M O V A L C E V | 62                   | 75.6                 | DNQ                  | —                    | —                    | M O Č A N V E T E R ___ P R E S T A V L J E N O I Z L I L E H A M E J J A ___ I Z P E L J A N A K O T P R O L O G | 32                   | 158.7                | 27                   | 120.3                | 126.0                | 40                   | 58.1                 | DNQ                  | 538.7       |
| 60   | Kaarel Nurmsalu          | 59              | 89.0            | DNS             | —               | —               | DNQ             | —               | —               | 68                     | 67.8                   | M O Č A N V E T E R ___ O D P O V E D A N O P O 2 6 O D 5 0 T E K M O V A L C E V | 43                   | 104.2                | 46                   | 107.6                | DNQ                  | M O Č A N V E T E R ___ P R E S T A V L J E N O I Z L I L E H A M E J J A ___ I Z P E L J A N A K O T P R O L O G | 44                   | 143.4                | DNS                  | —                    | —                    | DNQ                  | —                    | —                    | 512.0       |
| 61   | Tomáš Vančura            | 53              | 93.7            | DNS             | —               | —               | DNQ             | —               | —               | DQ                     | —                      | M O Č A N V E T E R ___ O D P O V E D A N O P O 2 6 O D 5 0 T E K M O V A L C E V | 55                   | 95.5                 | DNQ                  | —                    | —                    | M O Č A N V E T E R ___ P R E S T A V L J E N O I Z L I L E H A M E J J A ___ I Z P E L J A N A K O T P R O L O G | 53                   | 126.7                | 30                   | 98.1                 | 94.9                 | DNQ                  | —                    | —                    | 508.9       |
| 62   | Tilen Bartol             | 28              | 115.5           | 27              | 102.4           | 95.0            | 31              | 94.9            | 96.4            | DNS                    | —                      | M O Č A N V E T E R ___ O D P O V E D A N O P O 2 6 O D 5 0 T E K M O V A L C E V | DNS                  | —                    | DNS                  | —                    | —                    | M O Č A N V E T E R ___ P R E S T A V L J E N O I Z L I L E H A M E J J A ___ I Z P E L J A N A K O T P R O L O G | DNS                  | —                    | DNS                  | —                    | —                    | DNS                  | —                    | —                    | 504.2       |
| 63   | Joacim Ødegård Bjøreng   | 50              | 96.7            | DNS             | —               | —               | 40              | 88.0            | DNQ             | DNS                    | —                      | M O Č A N V E T E R ___ O D P O V E D A N O P O 2 6 O D 5 0 T E K M O V A L C E V | DNS                  | —                    | DNS                  | —                    | —                    | M O Č A N V E T E R ___ P R E S T A V L J E N O I Z L I L E H A M E J J A ___ I Z P E L J A N A K O T P R O L O G | 39                   | 147.6                | DNS                  | —                    | —                    | 34                   | 143.4                | DNQ                  | 475.7       |
| 64   | Klemens Muranka          | DQ              | —               | DNS             | —               | —               | DNQ             | —               | —               | 41                     | 118.4                  | M O Č A N V E T E R ___ O D P O V E D A N O P O 2 6 O D 5 0 T E K M O V A L C E V | 24                   | 113.4                | 34                   | 114.9                | DNQ                  | M O Č A N V E T E R ___ P R E S T A V L J E N O I Z L I L E H A M E J J A ___ I Z P E L J A N A K O T P R O L O G | 58                   | 117.6                | DNS                  | —                    | —                    | DNQ                  | —                    | —                    | 464.3       |
| 65   | Aleksander Baženov       | 51              | 95.0            | DNS             | —               | —               | DNQ             | —               | —               | 55                     | 100.9                  | M O Č A N V E T E R ___ O D P O V E D A N O P O 2 6 O D 5 0 T E K M O V A L C E V | 52                   | 97.9                 | DNQ                  | —                    | —                    | M O Č A N V E T E R ___ P R E S T A V L J E N O I Z L I L E H A M E J J A ___ I Z P E L J A N A K O T P R O L O G | 69                   | 68.7                 | 44                   | 87.6                 | DNQ                  | DNQ                  | —                    | —                    | 450.1       |
| 66   | Kento Sakujama           | 55              | 91.6            | DNS             | —               | —               | DNQ             | —               | —               | 32                     | 124.1                  | M O Č A N V E T E R ___ O D P O V E D A N O P O 2 6 O D 5 0 T E K M O V A L C E V | 58                   | 91.5                 | DNQ                  | —                    | —                    | M O Č A N V E T E R ___ P R E S T A V L J E N O I Z L I L E H A M E J J A ___ I Z P E L J A N A K O T P R O L O G | 54                   | 126.4                | DNS                  | —                    | —                    | DNQ                  | —                    | —                    | 433.6       |
| 67   | Marat Zhaparov           | 66              | 75.7            | 43              | 80.9            | DNQ             | DNQ             | —               | —               | 58                     | 94.6                   | M O Č A N V E T E R ___ O D P O V E D A N O P O 2 6 O D 5 0 T E K M O V A L C E V | 61                   | 83.0                 | DNQ                  | —                    | —                    | M O Č A N V E T E R ___ P R E S T A V L J E N O I Z L I L E H A M E J J A ___ I Z P E L J A N A K O T P R O L O G | 66                   | 92.4                 | DNS                  | —                    | —                    | DNQ                  | —                    | —                    | 426.6       |
| 68   | Mihail Nazarov           | DQ              | —               | DNS             | —               | —               | DNQ             | —               | —               | 44                     | 115.8                  | M O Č A N V E T E R ___ O D P O V E D A N O P O 2 6 O D 5 0 T E K M O V A L C E V | 60                   | 87.2                 | DNQ                  | —                    | —                    | M O Č A N V E T E R ___ P R E S T A V L J E N O I Z L I L E H A M E J J A ___ I Z P E L J A N A K O T P R O L O G | 52                   | 129.4                | 43                   | 91.5                 | DNQ                  | DNQ                  | —                    | —                    | 423.9       |
| 69   | Tom Hilde                | 29              | 113.7           | DNS             | —               | —               | 48              | 78.0            | DNQ             | 36                     | 121.1                  | M O Č A N V E T E R ___ O D P O V E D A N O P O 2 6 O D 5 0 T E K M O V A L C E V | DNS                  | —                    | DNS                  | —                    | —                    | M O Č A N V E T E R ___ P R E S T A V L J E N O I Z L I L E H A M E J J A ___ I Z P E L J A N A K O T P R O L O G | 61                   | 110.9                | DNS                  | —                    | —                    | DNQ                  | —                    | —                    | 423.7       |
| 70   | Stefan Huber             | DNS             | —               | DNS             | —               | —               | DNQ             | —               | —               | DNS                    | —                      | M O Č A N V E T E R ___ O D P O V E D A N O P O 2 6 O D 5 0 T E K M O V A L C E V | DNS                  | —                    | DNS                  | —                    | —                    | M O Č A N V E T E R ___ P R E S T A V L J E N O I Z L I L E H A M E J J A ___ I Z P E L J A N A K O T P R O L O G | 35                   | 151.4                | DNS                  | —                    | —                    | 29                   | 159.8                | 84.8                 | 396.0       |
| 71   | Eetu Nousiainen          | DNS             | —               | DNS             | —               | —               | DNS             | —               | —               | DNS                    | —                      | M O Č A N V E T E R ___ O D P O V E D A N O P O 2 6 O D 5 0 T E K M O V A L C E V | 30                   | 109.4                | 49                   | 100.3                | DNQ                  | M O Č A N V E T E R ___ P R E S T A V L J E N O I Z L I L E H A M E J J A ___ I Z P E L J A N A K O T P R O L O G | 63                   | 106.5                | 46                   | 74.1                 | DNQ                  | DNQ                  | —                    | —                    | 390.3       |
| 72   | Roberto Dellasega        | 65              | 78.8            | 46              | 70.3            | DNQ             | DNQ             | —               | —               | 66                     | 69.3                   | M O Č A N V E T E R ___ O D P O V E D A N O P O 2 6 O D 5 0 T E K M O V A L C E V | 64                   | 64.8                 | DNQ                  | —                    | —                    | M O Č A N V E T E R ___ P R E S T A V L J E N O I Z L I L E H A M E J J A ___ I Z P E L J A N A K O T P R O L O G | 70                   | 65.5                 | 47                   | 32.3                 | DNQ                  | DNQ                  | —                    | —                    | 381.0       |
| 73   | Andreas Schuler          | 57              | 90.6            | 32              | 88.2            | 78.1            | DNQ             | —               | —               | 65                     | 70.9                   | M O Č A N V E T E R ___ O D P O V E D A N O P O 2 6 O D 5 0 T E K M O V A L C E V | DNS                  | —                    | DNS                  | —                    | —                    | M O Č A N V E T E R ___ P R E S T A V L J E N O I Z L I L E H A M E J J A ___ I Z P E L J A N A K O T P R O L O G | DNS                  | —                    | DNS                  | —                    | —                    | DNS                  | —                    | —                    | 327.8       |
| 74   | Janne Ahonen             | 46              | 103.3           | 39              | 92.1            | DNQ             | 48              | 78.0            | DNQ             | DNS                    | —                      | M O Č A N V E T E R ___ O D P O V E D A N O P O 2 6 O D 5 0 T E K M O V A L C E V | DNS                  | —                    | DNS                  | —                    | —                    | M O Č A N V E T E R ___ P R E S T A V L J E N O I Z L I L E H A M E J J A ___ I Z P E L J A N A K O T P R O L O G | DNS                  | —                    | DNS                  | —                    | —                    | DNS                  | —                    | —                    | 273.4       |
| 75   | Sabyrżan Muminow         | 67              | 68.4            | 47              | 68.3            | DNQ             | DNQ             | —               | —               | 69                     | 63.0                   | M O Č A N V E T E R ___ O D P O V E D A N O P O 2 6 O D 5 0 T E K M O V A L C E V | DNQ                  | 0.0                  | DNQ                  | —                    | —                    | M O Č A N V E T E R ___ P R E S T A V L J E N O I Z L I L E H A M E J J A ___ I Z P E L J A N A K O T P R O L O G | 72                   | 53.5                 | DNS                  | —                    | —                    | DNQ                  | —                    | —                    | 253.2       |
| 76   | Konstantin Sokolenko     | 68              | 57.5            | 48              | 57.7            | DNQ             | DNQ             | —               | —               | DNS                    | —                      | M O Č A N V E T E R ___ O D P O V E D A N O P O 2 6 O D 5 0 T E K M O V A L C E V | 65                   | 58.4                 | DNQ                  | —                    | —                    | M O Č A N V E T E R ___ P R E S T A V L J E N O I Z L I L E H A M E J J A ___ I Z P E L J A N A K O T P R O L O G | 71                   | 60.5                 | DNS                  | —                    | —                    | DNQ                  | —                    | —                    | 234.1       |
| 77   | Sergey Tkachenko         | 64              | 82.5            | 45              | 71.2            | DNQ             | DNQ             | —               | —               | 64                     | 73.7                   | M O Č A N V E T E R ___ O D P O V E D A N O P O 2 6 O D 5 0 T E K M O V A L C E V | DNS                  | —                    | DNS                  | —                    | —                    | M O Č A N V E T E R ___ P R E S T A V L J E N O I Z L I L E H A M E J J A ___ I Z P E L J A N A K O T P R O L O G | DNS                  | —                    | DNS                  | —                    | —                    | DNS                  | —                    | —                    | 227.4       |
| 78   | Stefan Hula Jr.          | 55              | 91.6            | DNS             | —               | —               | DNQ             | —               | —               | 31                     | 125.9                  | M O Č A N V E T E R ___ O D P O V E D A N O P O 2 6 O D 5 0 T E K M O V A L C E V | DNS                  | —                    | DNS                  | —                    | —                    | M O Č A N V E T E R ___ P R E S T A V L J E N O I Z L I L E H A M E J J A ___ I Z P E L J A N A K O T P R O L O G | DNS                  | —                    | DNS                  | —                    | —                    | DNS                  | —                    | —                    | 217.5       |
| 79   | Fredrik Bjerkeengen      | 58              | 89.1            | DNS             | —               | —               | DNQ             | —               | —               | DNS                    | —                      | M O Č A N V E T E R ___ O D P O V E D A N O P O 2 6 O D 5 0 T E K M O V A L C E V | DNS                  | —                    | DNS                  | —                    | —                    | M O Č A N V E T E R ___ P R E S T A V L J E N O I Z L I L E H A M E J J A ___ I Z P E L J A N A K O T P R O L O G | 60                   | 115.0                | DNS                  | —                    | —                    | DNQ                  | —                    | —                    | 204.1       |
| 80   | Nikolay Karpenko         | DNS             | —               | DNS             | —               | —               | DNS             | —               | —               | 67                     | 68.7                   | M O Č A N V E T E R ___ O D P O V E D A N O P O 2 6 O D 5 0 T E K M O V A L C E V | 63                   | 66.5                 | DNQ                  | —                    | —                    | M O Č A N V E T E R ___ P R E S T A V L J E N O I Z L I L E H A M E J J A ___ I Z P E L J A N A K O T P R O L O G | 73                   | 51.5                 | DNS                  | —                    | —                    | DNQ                  | —                    | —                    | 186.3       |
| 81   | Fatih Arda İpcioğlu      | DNS             | —               | DNS             | —               | —               | DNS             | —               | —               | 57                     | 95.4                   | M O Č A N V E T E R ___ O D P O V E D A N O P O 2 6 O D 5 0 T E K M O V A L C E V | DNS                  | —                    | DNS                  | —                    | —                    | M O Č A N V E T E R ___ P R E S T A V L J E N O I Z L I L E H A M E J J A ___ I Z P E L J A N A K O T P R O L O G | DNS                  | —                    | DNS                  | —                    | —                    | DNS                  | —                    | —                    | 95.4        |
| 82   | Richard Haukedal         | 61              | 87.7            | DNS             | —               | —               | DNQ             | —               | —               | DNS                    | —                      | M O Č A N V E T E R ___ O D P O V E D A N O P O 2 6 O D 5 0 T E K M O V A L C E V | DNS                  | —                    | DNS                  | —                    | —                    | M O Č A N V E T E R ___ P R E S T A V L J E N O I Z L I L E H A M E J J A ___ I Z P E L J A N A K O T P R O L O G | DNS                  | —                    | DNS                  | —                    | —                    | DNS                  | —                    | —                    | 87.7        |
| 83   | Sigurd Nymoen Søberg     | 63              | 84.7            | DNS             | —               | —               | DNQ             | —               | —               | DNS                    | —                      | M O Č A N V E T E R ___ O D P O V E D A N O P O 2 6 O D 5 0 T E K M O V A L C E V | DNS                  | —                    | DNS                  | —                    | —                    | M O Č A N V E T E R ___ P R E S T A V L J E N O I Z L I L E H A M E J J A ___ I Z P E L J A N A K O T P R O L O G | DNS                  | —                    | DNS                  | —                    | —                    | DNS                  | —                    | —                    | 84.7        |
|      | Marius Lindvik           | DQ              | —               | DNS             | —               | —               | DNQ             | —               | —               | DNS                    | —                      | M O Č A N V E T E R ___ O D P O V E D A N O P O 2 6 O D 5 0 T E K M O V A L C E V | DNS                  | —                    | DNS                  | —                    | —                    | M O Č A N V E T E R ___ P R E S T A V L J E N O I Z L I L E H A M E J J A ___ I Z P E L J A N A K O T P R O L O G | DNS                  | —                    | DNS                  | —                    | —                    | DNS                  | —                    | —                    |             |

| Tekmovalci so dosegli točke v vseh serijah turneje |
| -------------------------------------------------- |